# Da Peraga
I da Peraga furono una nobile famiglia padovana.
Il loro nome li lega al villaggio di Peraga, ora frazione del comune di Vigonza. Qui possedevano un castello, distrutto nel 1319 da Jacopo da Carrara e dal quale potrebbe essersi evoluta l'attuale villa Bettanini.

## Storia
I Peraga discenderebbero da un'altra importante casata della quale però si conosce ancora poco: i Fontaniva, signori dell'omonima cittadina. Il loro primo rappresentante noto è Uberto di Ariprando, che nella seconda metà dell'XI secolo era una delle figure più influenti della nobiltà padovana. Nel 1064 venne nominato avvocato (ovvero amministratore dei beni civili) dell'abbazia di Sant'Ilario ed ebbe da questa vari feudi, fra i quali nove masserie ed un mulino localizzati, si noti, nelle stesse località in cui secoli dopo sussistevano le proprietà dei Peraga.
Il primo a portare il cognome fu Riprando, citato nel 1158. Suo figlio Ugolino fu pure avvocato di Sant'Ilario dal 1190 ai primi del Duecento. A questi subentrò Geremia, che fu comandante dell'esercito padovano nella guerra contro Venezia del 1215.
La famiglia fu tragicamente coinvolta nelle vicende che videro come protagonista Ezzelino da Romano: secondo il racconto di Rolandino da Padova, nel 1251 i fratelli Giovanni e Pietro da Peraga, figli del suddetto Geremia, furono uccisi dal "Tiranno" perché una loro sorella, Guardionessa o Gardionisia, era andata in sposa a Tiso VI da Camposampiero, suo acerrimo nemico.
L'episodio è riportato anche da Pietro Gerardo il quale, in aggiunta, cita un Africano da Peraga, che nel 1237 era capitano del castello di Cartura, e un Filippo da Peraga, che nel 1238 organizzò contro Ezzelino una congiura. In ogni caso, anche questi due membri dovevano essere già morti prima del 1256.
Unica sopravvissuta a queste vicissitudini fu Balzanella di Pietro la quale risultò quindi unica erede di un'ingente fortuna: il suo feudo si estendeva su una vasta area collocata lungo la fascia meridionale dell'Oltrebrenta (il territorio di Padova delimitato dagli attuali Muson Vecchio e Naviglio del Brenta) e comprendente i centri fortificati di Peraga e Mirano. Andò in sposa al patrizio veneziano Marino Badoer che, da questo momento, divenne amministratore del patrimonio di famiglia.
Dalla loro unione ebbe origine la famiglia Badoer da Peraga, distintasi negli anni successivi come sostenitrice dei Carraresi.

## Genealogia
|                         |                         |                         |                         |                         |                         |  |  |  |  |  |  | Geremia                |                        |                        |                        |                        |                        |  |  |  |  |  |  |  |  |             |             |             |             |             |             |  |  |  |  |  |  |                          |                          |                          |                          |                          |                          |
|                         |                         |                         |                         |                         |                         |  |  |  |  |  |  |                        |                        |                        |                        |                        |                        |  |  |  |  |  |  |  |  |             |             |             |             |             |             |  |  |  |  |  |  |                          |                          |                          |                          |                          |                          |
|                         |                         |                         |                         |                         |                         |  |  |  |  |  |  |                        |                        |                        |                        |                        |                        |  |  |  |  |  |  |  |  |             |             |             |             |             |             |  |  |  |  |  |  |                          |                          |                          |                          |                          |                          |
| Giovanni                | Giovanni                | Giovanni                | Giovanni                | Giovanni                | Giovanni                |  |  |  |  |  |  | Pietro                 | Pietro                 | Pietro                 | Pietro                 | Pietro                 | Pietro                 |  |  |  |  |  |  |  |  | Gardionisia | Gardionisia | Gardionisia | Gardionisia | Gardionisia | Gardionisia |  |  |  |  |  |  | Tiso VI da Camposampiero | Tiso VI da Camposampiero | Tiso VI da Camposampiero | Tiso VI da Camposampiero | Tiso VI da Camposampiero | Tiso VI da Camposampiero |
| Giovanni                | Giovanni                | Giovanni                | Giovanni                | Giovanni                | Giovanni                |  |  |  |  |  |  | Pietro                 | Pietro                 | Pietro                 | Pietro                 | Pietro                 | Pietro                 |  |  |  |  |  |  |  |  | Gardionisia | Gardionisia | Gardionisia | Gardionisia | Gardionisia | Gardionisia |  |  |  |  |  |  | Tiso VI da Camposampiero | Tiso VI da Camposampiero | Tiso VI da Camposampiero | Tiso VI da Camposampiero | Tiso VI da Camposampiero | Tiso VI da Camposampiero |
|                         |                         |                         |                         |                         |                         |  |  |  |  |  |  |                        |                        |                        |                        |                        |                        |  |  |  |  |  |  |  |  |             |             |             |             |             |             |  |  |  |  |  |  |                          |                          |                          |                          |                          |                          |
| Marino Badoer           | Marino Badoer           | Marino Badoer           | Marino Badoer           | Marino Badoer           | Marino Badoer           |  |  |  |  |  |  | Balzanella             | Balzanella             | Balzanella             | Balzanella             | Balzanella             | Balzanella             |  |  |  |  |  |  |  |  |             |             |             |             |             |             |  |  |  |  |  |  |                          |                          |                          |                          |                          |                          |
| Marino Badoer           | Marino Badoer           | Marino Badoer           | Marino Badoer           | Marino Badoer           | Marino Badoer           |  |  |  |  |  |  | Balzanella             | Balzanella             | Balzanella             | Balzanella             | Balzanella             | Balzanella             |  |  |  |  |  |  |  |  |             |             |             |             |             |             |  |  |  |  |  |  |                          |                          |                          |                          |                          |                          |
|                         |                         |                         |                         |                         |                         |  |  |  |  |  |  |                        |                        |                        |                        |                        |                        |  |  |  |  |  |  |  |  |             |             |             |             |             |             |  |  |  |  |  |  |                          |                          |                          |                          |                          |                          |
|                         |                         |                         |                         |                         |                         |  |  |  |  |  |  |                        |                        |                        |                        |                        |                        |  |  |  |  |  |  |  |  |             |             |             |             |             |             |  |  |  |  |  |  |                          |                          |                          |                          |                          |                          |
| Pietro Badoer da Peraga | Pietro Badoer da Peraga | Pietro Badoer da Peraga | Pietro Badoer da Peraga | Pietro Badoer da Peraga | Pietro Badoer da Peraga |  |  |  |  |  |  | Marco Badoer da Peraga | Marco Badoer da Peraga | Marco Badoer da Peraga | Marco Badoer da Peraga | Marco Badoer da Peraga | Marco Badoer da Peraga |  |  |  |  |  |  |  |  |             |             |             |             |             |             |  |  |  |  |  |  |                          |                          |                          |                          |                          |                          |